# Киршонки
Киршонки — деревня в Балезинском районе Удмуртии. Административный центр Киршонского сельского поселения.

## География
Деревня расположена на северо-востоке республики на расстоянии примерно в 35 километрах по прямой к северо-востоку от районного центра Балезина.
Часовой пояс
Деревня Киршонки как и вся Удмуртия, находится в часовой зоне МСК+1. Смещение применяемого времени относительно UTC составляет +4:00.

## Население
| 2010 | 2012 | 2014 |
| ---- | ---- | ---- |
| 266  | ↘262 | ↗289 |

Национальный состав
Согласно результатам переписи 2002 года, в национальной структуре населения русские составляли 90 % из 280 чел..